# Старение (произведение искусства)
Старение — процесс, при котором произведение искусства, обычно картина или скульптура, стареет. Предназначен для имитации естественного износа, который может произойти в течение многих десятилетий или столетий. Хотя для этого могут быть «некриминальные» причины, состаривание — техника, очень часто используемая в художественной подделке.
Картины со временем портятся или стареют, потому что они создаются с использованием принципиально несовместимых материалов, каждый из которых по-разному реагирует на изменения в окружающей среде, включая свет, температуру и относительную влажность.
Масляная живопись состоит из нескольких слоев, включающих основу — холст, базовый слой грунта, несколько слоев масляной краски и затем несколько слоев лака для защиты поверхности краски. Очевидно, что при использовании многих различных материалов каждый слой может высыхать с разной скоростью, а также поглощать и выделять влагу. Когда это происходит, расширение и сжатие картины приводит к образованию трещин на поверхности лака. Этот узор из мелких трещин известен как кракелюр. Наряду с потемнением или пожелтением поверхности лака именно это визуальное представление о растрескивании обычно является основным индикатором старения.
Цель искусственного старения состоит в том, чтобы создать готовый продукт, точно отражающий эпоху или соответствующий среде, в которую он должен быть помещен. Для этого часто используют специальные лаки, которые позволяют имитировать естественное растрескивание. Реже старению подвергают основу, или же всё вместе, помещая предмет в специальную камеру, где под воздействием перепада температур происходит старение. Такие методы используют дизайнеры и реставраторы.